# Miguel da Conceição Bento
Miguel da Conceição Bento (Alcaria Ruiva, 1962 - Lisboa, 11 de Julho de 2025) foi um professor e investigador português.

## Biografia
Nasceu em 1963.
Trabalhou como professor coordenador no Instituto Politécnico de Beja, profissão que ainda exercia quando faleceu. Foi uma figura conhecida pelas suas intervenções em termos de intervenção social, tendo sido responsável por diversos programas de desenvolvimento local e de apoio social a cidadãos da terceira idade. Colaborou igualmente na Rádio Voz da Planície como especialista na área social, e no jornal O Atual. Também se destacou a nível local e regional nos campos da cultura e da investigação, tendo em 2012 recebido o Prémio António Sérgio pelo seu livro Vida e morte numa mina do Alentejo – Pobreza, mutualismo e provisão social: O caso de S. Domingos/Mértola na primeira metade do séc. XX.
Esteve ligado à Câmara Municipal de Mértola ao longo de cerca de três décadas, sempre como afiliado do Coligação Democrática Unitária. Entre 1997 e 2001 exerceu como vice-Presidente da Câmara Municipal, foi vereador da oposição em dois períodos, de 2001 a 2005 e 2013 a 2017, e foi deputado da Assembleia Municipal de 2009 a 2013, 2017 a 2021 e 2021 a 2025.
Faleceu em 11 de Julho de 2025, aos 62 anos, no Hospital de Santa Maria, em Lisboa, vítima de uma doença oncológica. Na sequência da sua morte, o Instituto Politécnico de Beja e a Câmara Municipal de Mértola decretaram três dias de luto, tendo a autarquia rercordado Miguel Bento como um «cidadão que dedicou grande parte da sua vida ao serviço público e à causa autárquica, sempre com um forte compromisso com a sua terra e com os valores democráticos», acrescentando que «a sua participação ativa e continuada na vida política local deixa uma marca indelével na história recente do concelho de Mértola».